# Barzanò

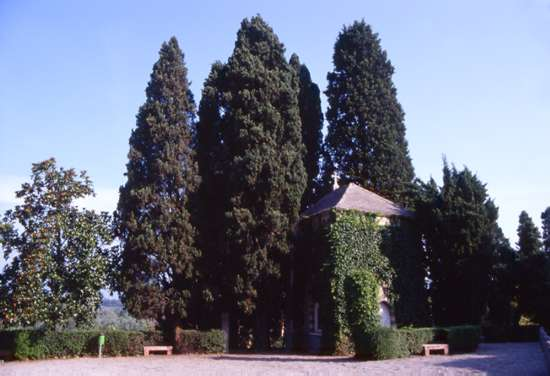
Luciano Manaras Grab

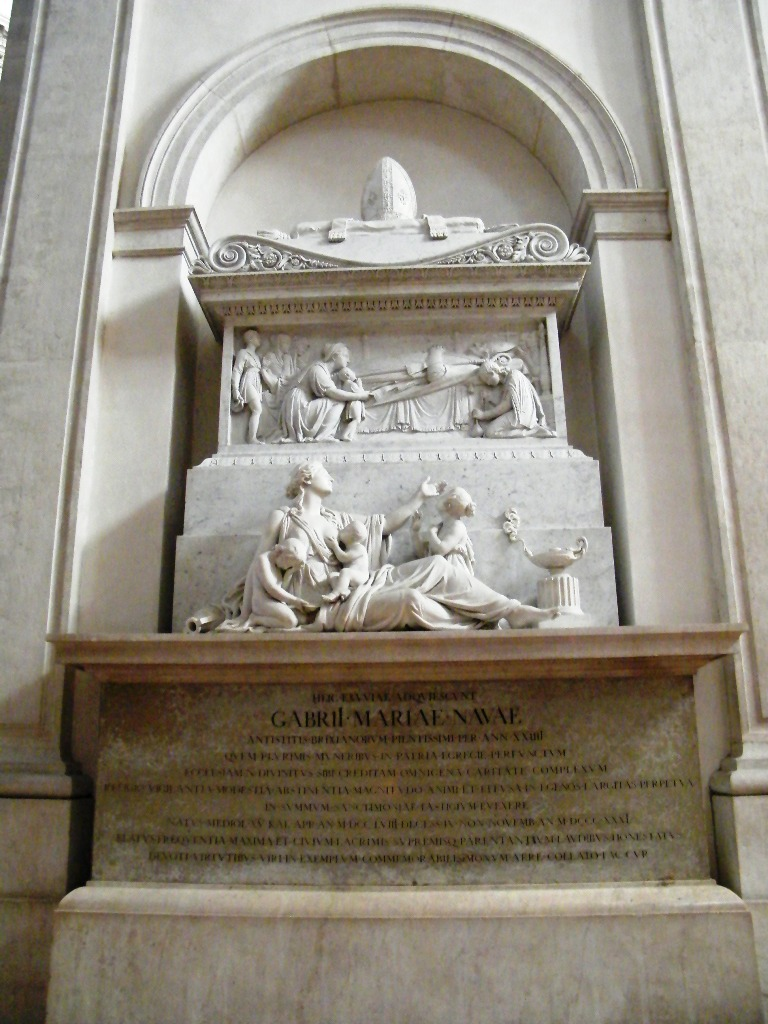
Gabrio Maria Navas Grab in Domo Nuovo (Brescia)

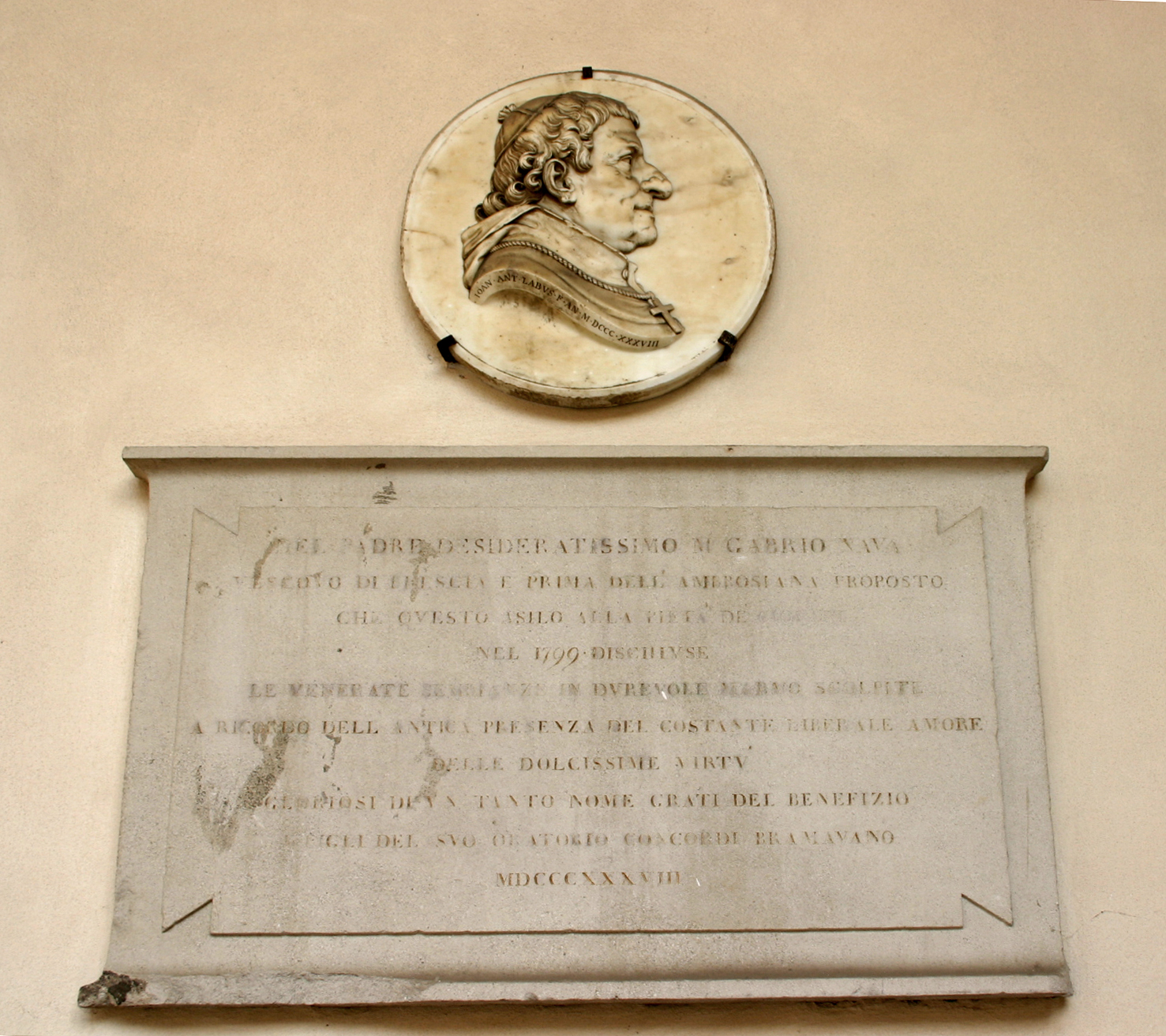
Denktafel Bischof Gabrio Maria Nava

Barzanò ist eine Gemeinde mit 5039 Einwohnern (Stand 31. Dezember 2023) in der Provinz Lecco, Region Lombardei.

## Geographie
Die Gemeinde umfasst die Fraktionen Cascina Gallo, Cassinetta, Torricella, San Feriolo, Dagò und Villanova. Im Jahr 1971 hatte die Gemeinde Barzanò eine Fläche von 362 Hektar.
Die Nachbarorte sind Barzago, Cassago Brianza, Cremella, Monticello Brianza, Sirtori, Viganò

## Geschichte
Der Ortsname wird im Jahr 988 (CDL) in der Form Brisianore erwähnt, im Jahr 1015 als villa Barzanorum, im Jahr 1162 als Barzanure und an anderer Stelle als Barzanoe, Barzanore, Barzanolo.
Zu Beginn des 11. Jahrhunderts als Gericht erwähnt, wurde es am 4. Oktober 1015 dem Bischof Alberico von Como cum omnibus redditibus et exibitionibus, impensionibus et functionibus, cum servis et ancillis, aldiis et aldiabus geschenkt. Die Burg von Barzanò und ihre Besitztümer gingen vom Bischof von Como auf den Erzbischof Ariberto d’Intimiano über, der sie mit einer Urkunde vom 23. März 1026 dem Abt des Klosters San Dionigi in Mailand übertrug (am 11. August 1491 wurden sie dem Abt von San Dionigi entzogen und dem Lehen von Missaglia oder dem Lehen der vier Pieven einverleibt). In den Statuten für die Straßen und Gewässer des Herzogtums Mailand wurde er in der Gemeinde Missaglia als el locho da Barzanò aufgeführt.
Im Jahr 1411, mit der Bestätigung der den Ghibellinen bereits von Bernabò Visconti gewährten Immunitäten und Befreiungen Montis Brianzie partium nostrarum Martexane superioris, und in der am 10. Juli 1412 dem Herzog von Mailand Filippo Maria Visconti geleisteten Eidesurkunde, wurden omnia communia Montisbriantie contrate Martesane genannt, darunter auch Barzanò. Der Vikar des Monte di Brianza, der mit einem Patent von Francesco I. Sforza im Jahr 1451 eingesetzt wurde, residierte, wenn auch nicht ständig, auch in Barzanò.
In den Vermessungen des Herzogtums Mailand von 1558 und in den folgenden Aktualisierungen bis zum 17. Jahrhundert wird Barzanò unter den Gemeinden der Pieve Missaglia aufgeführt. Barzanò war auch in einem Prospekt aus dem Jahr 1572 aufgeführt, in dem alle „Ländereien des Herzogtums Mailand und andere, die mit ihnen für die Salzstara besteuert wurden“, aufgeführt waren. Aus den Antworten, die im Jahr 1751 auf die 45 Anfragen der königlichen Volkszählungsbehörde gegeben wurden, lässt sich ableiten, dass die Gemeinde Barzanò, die zur Pieve Missaglia gehörte, damals nicht belehnt war, sondern in alten Zeiten eingelöst wurde, woran man sich aber nicht mehr genau erinnern kann. 
In der endgültigen Ordnung der Cisalpinischen Republik, die im Mai 1801 festgelegt wurde (Gesetz 23 fiorile Jahr IX), war Barzanò eine der Gemeinden, die den Bezirk IV von Lecco des Departements Lario bildeten. Im neuen Plan der provisorischen Bezirkseinteilung des Departements Lario, in Ausführung des Dekrets vom 14. November 1802, wurde die Gemeinde Barzanò in den Teil des ex-milanesischen Bezirks X mit dem Hauptort Missaglia verlegt (Liste der Bezirke des Departements Lario, 1802).
Nach dem zeitweiligen Anschluss der lombardischen Provinzen an das Königreich Sardinien wurde die Gemeinde Barzanò mit 1.335 Einwohnern, die von einem fünfzehnköpfigen Gemeinderat und einem zweiköpfigen Stadtrat verwaltet wurde, gemäß der durch das Gesetz vom 23. Oktober 1859 festgelegten territorialen Aufteilung in den Bezirk IV von Missaglia, Bezirk III von Lecco, Provinz Como eingegliedert. Bei der Gründung des Königreichs Italien im Jahr 1861 hatte die Gemeinde 1.462 Einwohner (Volkszählung 1861). Nach dem Gemeindegesetz von 1865 wurde die Gemeinde von einem Bürgermeister, einer Junta und einem Rat verwaltet. Im Jahr 1867 wurde die Gemeinde in denselben Bezirk, Kreis und dieselbe Provinz eingegliedert.
Im Jahr 1924 wurde die Gemeinde in den Bezirk Lecco der Provinz Como eingegliedert. Nach der Reform des Gemeindesystems im Jahr 1926 wurde die Gemeinde von einem Podestà verwaltet. Im Jahr 1928 wurden die aufgelösten Gemeinden Cremella, Sirtori und Viganò zur Gemeinde Barzanò zusammengefasst, die dann 1953 neu gebildet wurde. Nach der Gemeindereform von 1946 wurde die Gemeinde Barzanò von einem Bürgermeister, einer Junta und einem Gemeinderat verwaltet.

## Sehenswürdigkeiten
- Pfarrkirche San Vitale[2]
- Kirche San Salvatore (8. – 11. Jahrhundert) mit mittelalterlichen Fresken[3]
- Oratorium Sant’Anna[4]
- Luciano Manaras Grab[5]

## Persönlichkeiten
- Gabrio Maria Nava (* 17. April 1758 in Barzanò; † 2. November 1831 in Brescia), katholischer Bischof im Bistum Brescia.